# Эйрис, Имоджен
Имоджен Эйрис (англ. Imogen Ayris; род. 12 декабря 2000, Окленд) — новозеландская легкоатлетка, специализирующаяся в прыжках с шестом. Бронзовый призёр Игр Содружества 2022 года. Трёхкратная чемпионка Новой Зеландии (2018, 2020, 2021).

## Биография
Родилась 12 декабря 2000 года в Окленде. Окончила гимназию Такапуна и Оклендский университет. В 6 лет начала заниматься легкой атлетикой, в 13 лет стала специализироваться в прыжках с шестом.
Дебютировала на международных соревнованиях в 2018 году, выступив на чемпионате мира среди юниоров.
В 2022 году стала серебряным призёром чемпионата Океании и бронзовым призёром Игр Содружества.

## Основные результаты
| Год  | Соревнования                 | Место проведения          | Место    | Результат |
| ---- | ---------------------------- | ------------------------- | -------- | --------- |
| 2018 | Чемпионат мира среди юниоров | Тампере, Финляндия        | 10 (кв.) | 3,95 м    |
| 2019 | Чемпионат Океании            | Таунсвилл, Австралия      | 4        | 4,10 м    |
| 2019 | Универсиада                  | Неаполь, Италия           | 10       | 4,11 м    |
| 2022 | Чемпионат Океании            | Маккай, Австралия         | 2        | 4,40 м    |
| 2022 | Чемпионат мира               | Юджин, США                | (кв.)    | NM        |
| 2022 | Игр Содружества              | Бирмингем, Великобритания | 3        | 4,45 м    |
| 2023 | Чемпионат мира               | Будапешт, Венгрия         | 18 (кв.) | 4,50 м    |